# Amy Levy
Amy Levy, född 10 november 1861 i Clapham, London, död 10 september 1889, var en brittisk poet, romanförfattare och essäist. Det finns en feministisk tematik i hennes verk. Hennes sentimentala berättelser utkom under 1888 och 1889 i tidskriften Temple Bar och hon bidrog även till Oscar Wildes damtidning Woman's World. 
Amy Levy blev 1879 den andra judiska kvinnan som studerade vid Cambridge.
Under ett besök i Florens vintern 1886 träffade Levy Violet Paget, även känd som Vernon Lee. Hon skrev kärleksdikterna "To Vernon Lee" och "New Love, New Life" till henne.
Amy Levy led av depression och tog sitt liv 27 år gammal. Hon var tydlig i sin önskan att bli kremerad, och blev den första judiska kvinnan att kremeras i England.